# Лижниця (Болгарія)
Лижни́ця (болг. Лъжница) — село в Благоєвградській області Болгарії. Входить до складу громади Гоце Делчев.

## Населення
За даними перепису населення 2011 року у селі проживали 1602 особи.
Національний склад населення села:
| Національність   | Кількість осіб | Відсоток |
| ---------------- | -------------- | -------- |
| турки            | 1442           | 90,7%    |
| болгари          | 71             | 4,5%     |
| цигани           | 0              | 0%       |
| інша             | 60             | 3,8%     |
| не визначились   | 16             | 1,0%     |
| Всього відповіли | 1589           |          |

Розподіл населення за віком у 2011 році:
Динаміка населення: